# Matinera capblanca septentrional
La matinera capblanca septentrional (Gampsorhynchus rufulus) és un ocell de la família dels pel·lorneids (Pellorneidae).

## Hàbitat i distribució
Habita zones de matolls, bambú i boscos de les muntanyes de l'est de l'Índia des de Nepal cap a l'est fins Arunachal Pradesh i cap al sud fins al nord de Bengala Occidental, sud-est de Bangladesh, Manipur i Nagaland, Myanmar i sud-oest de la Xina a l'oest i sud-est de Yunnan.